# Ликвидация (телесериал)
«Ликвида́ция» — российский многосерийный детективный телевизионный художественный фильм 2007 года режиссёра Сергея Урсуляка, рассказывающий о борьбе советской власти с преступностью в послевоенное время (в 1946 году) в Одессе. В сюжете, в частности, отражён широко распространённый миф о том, как маршал Жуков ликвидировал одесскую преступность путём внесудебных арестов уголовных авторитетов и специально организованного «отстрела» уличных грабителей.
Снято кинокомпанией «Дед Мороз».

## Сюжет
Одесса, 1946 год. По наводке задержанного бандита Сеньки Шалого сотрудники милиции во главе с начальником отдела по борьбе с бандитизмом Одесского уголовного розыска Давидом Марковичем Гоцманом обнаруживают бандитский склад с награбленными вещами, среди которых около тысячи комплектов военного обмундирования. С помощью друга детства, «завязавшего» вора-карманника Фимы Петрова по кличке Полужид, Гоцман узнаёт, что военное имущество преступники получили на складах Одесского военного округа, пользуясь фальшивыми накладными. Предназначение обмундирования остаётся неясным: никому из обычных уголовников не нужно такое количество военной формы. При попытке выяснить изготовителя поддельных накладных Фиму убивают. Дело приобретает для Гоцмана особое значение: теперь это уже не просто расследование, а возмездие за друга.
Гоцман выясняет, что в деле замешан некий Академик, во время Великой Отечественной войны находившийся в Одессе и проходивший обучение в немецкой разведшколе. В помощь милиции по этому делу в распоряжение Гоцмана направляется помощник военного прокурора майор Виталий Егорович Кречетов. Гоцман со своими подчинёнными и Кречетовым идут по следу подручного Академика, уголовника Чекана, который тоже обучался в немецкой разведшколе.
В это самое время маршал Жуков назначается командующим войсками Одесского военного округа и с присущей ему жёсткостью и прямолинейностью пытается немедленно расправиться со всей преступностью послевоенной Одессы. Непродуманные действия только вредят делу: в ответ на бессудный арест и заключение в тюрьму уголовных авторитетов Одессы бандиты устраивают погромы. Затем «отстрел» бандитов на ночных улицах силами специально привлечённых офицеров военной разведки вызывает в городе уже массовое недовольство.
Необычайная осведомлённость бандитов о ходе розысков заставляет Гоцмана предположить, что Академик служит в правоохранительных органах или в штабе Жукова, более того — непосредственно участвует в проведении операции. Под подозрением оказываются практически все, имеющие отношение к расследованию. В результате выясняется, что Академик — это один из ближайших коллег Гоцмана, идейный враг советской власти, в годы войны работавший на немцев. Академик вместе с антисоветским подпольем пытается организовать массовое выступление и захват власти в Одессе, правоохранительные органы вместе с военным командованием, в свою очередь, используют эту попытку для выявления и нейтрализации Академика и связанных с ним преступников.
Во время ведения расследования Гоцман усыновляет потерявшего родителей уличного беспризорника Мишку Карася, женится на вдове репрессированного московского следователя и даже проводит сутки в застенках МГБ по сфабрикованному делу об антисоветском заговоре.

## В ролях
Актёрский состав с фотографиями представлен на сайте «Российское кино»:
| Актёр                  | Роль                                                                                       |
| ---------------------- | ------------------------------------------------------------------------------------------ |
| Владимир Машков        | подполковник милиции, начальник отдела Одесского УГРО по борьбе с бандитизмом Давид Гоцман |
| Михаил Пореченков      | майор юстиции, помощник военного прокурора Одесского военного округа, Кречетов             |
| Сергей Маковецкий      | вор-карманник Фима-Полужид (Петров), друг Гоцмана                                          |
| Константин Лавроненко  | бандит Чекан                                                                               |
| Владимир Меньшов       | командующий войсками Одесского военного округа, маршал Советского Союза Георгий Жуков      |
| Ксения Раппопорт       | наводчица Кашетинская, подруга Чекана                                                      |
| Полина Агуреева        | певица Царько, подруга Кречетова                                                           |
| Светлана Крючкова      | тётя Песя (мадам Шмуклис), соседка Гоцмана                                                 |
| Александр Семчев       | Эммик (адвокат Шмуклис), сын тёти Песи                                                     |
| Беата Маковская        | Циля, жена Эммика                                                                          |
| Лика Нифонтова         | Нора (Елена Брунер), подруга Гоцмана                                                       |
| Коля Спиридонов        | Мишка Карась, приёмный сын Гоцмана                                                         |
| Алексей Кирющенко      | контуженный лётчик Марк, друг Гоцмана                                                      |
| Диана Малая            | Галя, жена Марка                                                                           |
| Юрий Лахин             | начальник военной контрразведки округа, полковник Чусов                                    |
| Виктор Смирнов         | начальник Одесского уголовного розыска, полковник милиции Омельянчук                       |
| Александр Сирин        | военврач, судмедэксперт Арсенин                                                            |
| Фёдор Добронравов      | капитан милиции Алексей Якименко                                                           |
| Борис Каморзин         | майор милиции Довжик                                                                       |
| Александр Голубев      | лейтенант милиции Лёня Тишак                                                               |
| Виктор Супрун          | водитель Гоцмана Васька Соболь                                                             |
| Виктор Сарайкин        | водитель Гоцмана, гвардии сержант Костюченко                                               |
| Андрей Бронников       | криминалист Черноуцану                                                                     |
| Сергей Угрюмов         | Виктор Платов, бывший комвзвода Гоцмана                                                    |
| Олег Кулаев            | рядовой Лужов                                                                              |
| Константин Балакирев   | ефрейтор Охрятин                                                                           |
| Максим Дрозд           | Толя Живчик, подручный Штехеля                                                             |
| Игорь Арташонов        | Эва Радзакис                                                                               |
| Константин Желдин      | Штехель                                                                                    |
| Кирилл Кяро            | Славик, племянник Штехеля                                                                  |
| Валерий Трошин         | фальшивомонетчик Родя                                                                      |
| Юрий Авшаров           | контрабандист Седой Грек                                                                   |
| Олег Кассин            | налётчик Сенька Шалый                                                                      |
| Виктор Соловьёв        | вор-авторитет Дядя Ешта (Манько)                                                           |
| Сергей Неудачин        | Писка Мойсак                                                                               |
| Александр Матросов     | Лёпа                                                                                       |
| Евгений Куршинский     | Федя-Жердь                                                                                 |
| Виктор Тереля          | Мадамский-Пальчик                                                                          |
| Станислав Лесной       | Иона                                                                                       |
| Артём Осипов           | Саня Сам-Не-Знаю                                                                           |
| Тимофей Трибунцев      | Мотя Жмых                                                                                  |
| Роман Крюков           | «Мужик-дерьмо»                                                                             |
| Роман Кузнеченко       | предводитель «лесных братьев» Гузь                                                         |
| Сергей Рубеко          | хромоногий фронтовик Захар                                                                 |
| Андрей Шибаршин        | Серёжа, сын Захара                                                                         |
| Олег Басилашвили       | старик-психиатр Игорь Семёнович                                                            |
| Юрий Лопарёв           | подручный Игоря Семёновича                                                                 |
| Григорий Данцигер      | Рудик Карузо                                                                               |
| Вячеслав Молоков       | первый секретарь Одесского горкома партии Кумоватов                                        |
| Виктор Лысенко         | второй секретарь Одесского горкома партии Телешко                                          |
| Олег Семисынов         | военный прокурор Одесского военного округа полковник Мальцов                               |
| Александр Ковалёв      | сотрудник МГБ майор Максименко                                                             |
| Владимир Ровинский     | полковник, начальник военной контрразведки                                                 |
| Владимир Юматов        | следователь Семчук; закадровый текст                                                       |
| Станислав Стрелков     | следователь военной прокуратуры капитан Наимов                                             |
| Аркадий Гарцман        | главный интендант Одесского военного округа Воробьёв                                       |
| Алексей Жиров          | адъютант Жукова подполковник Семочкин                                                      |
| Александр Карамнов     | сотрудник контрразведки Лапонин                                                            |
| Святослав Чирков       | сотрудник контрразведки гвардии капитан Русначенк                                          |
| Вячеслав Ильин         | Степан                                                                                     |
| Наталья Карпунина      | сотрудник контрразведки                                                                    |
| Альберт Каспарянц      | сотрудник контрразведки Рябов                                                              |
| Андрей Щенников        | дежурный по УГРО Саня                                                                      |
| Павел Ворожцов         | лейтенант Калныньш                                                                         |
| Геннадий Чулков        | директор дипломатического интерната                                                        |
| Валентин Козачков      | председатель комиссии по усыновлению                                                       |
| Пётр Меркурьев         | Петюня, сосед Норы                                                                         |
| Александр Чернавский   | директор артели шорников                                                                   |
| Александр Карпиловский | инкассатор Михальнюк                                                                       |
| Богдан Бенюк           | Леонид Утёсов, эстрадный артист — певец                                                    |
| Наталья Рожкова        | певица                                                                                     |
| Виктор Пасечник        | директор филармонии Виталий Шумяцкий                                                       |
| Игорь Ларин            | пленный власовец Рогань                                                                    |
| Всеволод Кабанов       | Рома, родственник Гоцмана                                                                  |
| Анатолий Павелий       | Шелыч                                                                                      |
| Юрий Мазихин           | хозяин карточного притона Прамек                                                           |
| Владимир Михайловский  | Боречка-старичок                                                                           |
| Вадим Набоков          | помощник Чусова                                                                            |
| Маргарита Пресич       | торговка семечками                                                                         |
| Олег Емцев             | карточный шулер                                                                            |
| Анатолий Дриженко      | эпизод                                                                                     |
| Наталья Дубровская     | эпизод                                                                                     |

## Создание и выход фильма
Сценарий фильма основан на хранящемся в музее истории органов внутренних дел Одесской области дневнике Давида Курлянда, служившего заместителем начальника Одесского уголовного розыска в послевоенные годы (вышел на пенсию в 1963, умер в 1993 году) и ставшего прототипом Давида Гоцмана. Родственники Курлянда сильно разошлись во мнениях о его образе в сериале: если внук Владимир счёл, что Машкову удалось «удивительно точно передать характер деда», то сын Анатолий категорически заявил, что создатели фильма «мало того что сюжет фильма „содрали“ с дневников его отца, так ещё и его образ полностью исказили». Параллельно со съёмками на базе сценария писатель и историк Вячеслав Бондаренко писал двухтомную новеллизацию, изданную одновременно с релизом фильма.
Съёмочный период картины продолжался с июня по ноябрь 2006 года. В сериале приняли участие три актёра из комик-труппы «Маски-шоу»: Олег Емцев (карточный шулер), Вадим Набоков (помощник Чусова) и Альберт Каспарянц (Рябов). На роль Фимы-Полужида был первоначально утверждён Андрей Краско. С ним был уже снят целый ряд сцен, но 4 июля 2006 года на ночных съёмках актёр почувствовал себя плохо и умер в машине «скорой помощи» по дороге в больницу. Продюсеры в Москве в течение двух часов решали, продолжать ли снимать «Ликвидацию» или останавливаться и уезжать из Одессы. Решено было продолжать съёмки; роль Фимы исполнил Сергей Маковецкий. Пришлось переснять ранее отснятые сцены с Фимой, но в фильме всё же осталась одна сцена с Андреем Краско — та, где убитый Фима лежит лицом вниз.
Владимир Меньшов уже играл роль маршала Г. К. Жукова в фильме «Генерал».
В день премьеры первых двух серий сериал собрал у экрана рекордное[уточнить] количество зрителей (по России доля составила 42,8 %, рейтинг — 13,8 %).
В 2008 году у входа в здание Главного Управления МВД Украины по Одесской области (Еврейская улица, 12) был установлен памятник Давиду Гоцману На открытии присутствовали министр внутренних дел Украины Юрий Луценко, городской голова Одессы Эдуард Гурвиц, автор скульптуры Александр Токарев.
Главная музыкальная тема сериала частично позаимствована композитором Энри Лолашвили из 3-й части 3-й симфонии фа мажор (соч. 90) Брамса — Poco allegretto. Этот факт был отмечен на вручении премии «Серебряная калоша — 2009» в номинации «Плагиат года».

## Съёмочная группа
- Авторы идеи: Зоя Кудря, Александр Кореньков[1]
- Автор сценария: Алексей Поярков[1]
- Режиссёр-постановщик: Сергей Урсуляк
- Оператор-постановщик: Михаил Суслов
- Композитор: Энри Лолашвили
- Генеральный продюсер: Рубен Дишдишян

## Критика
Андрей Кокотюха, писатель и журналист:

«Вспомните: ещё не так давно идейные враги советской власти, кем бы они ни оказывались по жизни, всегда были для кино, в частности „перестроечного“ и российского постсоветского, героями положительными. Теперь те, кто не любит советскую власть, подлежат уничтожению. Нет ли здесь намёка на то, что русская культура, в частности кино, снова готовы отстаивать и защищать подвергнутые когда-то обструкции советские ценности? Возможно, я немного передёргиваю карты, однако упомянутого Академика, несмотря на всю его предательскую сущность, хочется пожалеть: он — против „советов“, а его убивают за убеждения».
Существует и диаметрально противоположная точка зрения. Дмитрий Пучков и Клим Жуков, в своем 14-серийном обзоре сериала указали на массу фактологических ошибок. В частности Дмитрий Пучков утверждает, что работа правоохранительных органов, их структура и организация не соответствуют действительности. Клим Жуков, со своей стороны сомневается в историчности показанного на экране - чего стоит один факт с надуманностью легенды о ссылке Жукова в Одессу и его беспринципную наглость и жестокость, показанную в сериале. Авторы обзора ставят ряд вопросов соответствия данного сериала достойному уровню сценарного и режиссёрского мастерства.

## Награды и номинации
| Год  | Премия                                         | Категория                                                         | Номинанты | Результат  |
| ---- | ---------------------------------------------- | ----------------------------------------------------------------- | --- | ---------- |
| 2008 | Ника                                           | За творческие достижения в искусстве телевизионного кинематографа | Весь сериал | Победа     |
| 2009 | Золотой орёл                                   | Лучший телевизионный сериал                                       | Весь сериал | Победа     |
| 2009 | Золотой орёл                                   | Лучшая мужская роль на телевидении                                | Владимир Машков за роль Давида Гоцмана                                                                                          | Победа     |
| 2009 | Золотой орёл                                   | Лучшая мужская роль на телевидении                                | Михаил Пореченков за роль Виталия Кречетова                                                                                     | Номинация  |
| 2009 | Золотой орёл                                   | Лучшая женская роль на телевидении                                | Ксения Раппопорт за роль Иды, подруги Чекана                                                                                    | Победа     |
| 2009 | Золотой орёл                                   | Лучшая женская роль на телевидении                                | Полина Агуреева за роль певицы Тони Царько                                                                                      | Номинация  |
| 2009 | Золотой орёл                                   | Лучшая работа художника-постановщика                              | Людмила Ромашко, Александр Кондратов и Татьяна Лаптева                                                                          | Победа     |
| 2008 | ТЭФИ                                           | Телевизионный художественный сериал                               | Весь сериал | Победа     |
| 2008 | ТЭФИ                                           | Режиссёр телевизионного фильма / сериала                          | Сергей Урсуляк | Победа     |
| 2008 | ТЭФИ                                           | Продюсер фильма / сериала                                         | Рубен Дишдишян, Сергей Даниелян, Арам Мовсесян и Юрий Мороз                                                                     | Номинация  |
| 2008 | ТЭФИ                                           | Художник-постановщик телевизионного фильма /сериала               | Людмила Ромашко, Александр Кондратов и Татьяна Лаптева                                                                          | Победа     |
| 2008 | ТЭФИ                                           | Сценарист телевизионного фильма / сериала                         | Алексей Поярков | Номинация  |
| 2008 | ТЭФИ                                           | Оператор телевизионного фильма / сериала                          | Михаил Суслов | Победа     |
| 2008 | ТЭФИ                                           | Исполнитель мужской роли в телевизионном фильме/сериале           | Владимир Машков за роль Давида Гоцмана                                                                                          | Победа     |
| 2008 | Премия ФСБ России                              | Номинация «Кино- и телефильмы»                                    | Сергей Урсуляк (режиссёр) и Зоя Кудря (автор сюжета)                                                                            | 1-я премия |
| 2008 | Премия ФСБ России                              | Актёрская работа                                                  | 1. Владимир Машков за роль Давида Гоцмана 2. Михаил Пореченков за роль Виталия Кречетова и создание образов офицеров в фильмах. | 1-я премия |
| 2008 | MTV Russia Movie Awards                        | Лучший сериал                                                     | Весь сериал | Номинация  |
| 2008 | Премия Благотворительного фонда Олега Табакова |                                                                   | Владимир Машков за роль Давида Гоцмана                                                                                          | Премия     |
| 2010 | 1-й Одесский международный кинофестиваль       | Специальная награда «За вклад в культурную жизнь города»          | Владимир Машков | Награда    |

## Запрет фильма на Украине
В конце октября 2014 года актёр фильма Михаил Пореченков совершил поездку в Донецк, где в каске с надписью «Пресса» вместе с военнослужащими ДНР стрелял из крупнокалиберного пулемёта «Утёс» в Донецком аэропорту, в связи с чем Служба безопасности Украины обвинила актёра в обстреле позиций военнослужащих Украины. После демонстрации на российском телевидении кадров, на которых Михаил Пореченков стреляет из пулемёта, активисты кампании «Бойкот российского кино» требовали запретить на Украине фильмы с участием Михаила Пореченкова. 31 октября 2014 Государственное агентство Украины по вопросам кино по заявке Министерства культуры Украины и Службы безопасности Украины отменили разрешения на распространение и показ 69 фильмов и телесериалов с участием Михаила Пореченкова, среди которых и фильм «Ликвидация».

## Возможное продолжение
9 октября 2015 года в СМИ появилась информация о возможном продолжении сериала. В «Фейсбуке» глава кинокомпании «Марс Медиа» Рубен Дишдишян заявил, что с компанией «Дед Мороз» подписан договор на продолжение «Ликвидации». Тем не менее Сергей Урсуляк отказался принимать участие в съёмках второго сезона. В начале июля 2017 года стало известно, что съёмки продолжения, вероятно, будут проходить в России, так как у Владимира Машкова возникли проблемы с въездом на Украину.